# Masacre de Tlatelolco
La masacre de Tlatelolco, matanza de Tlatelolco o matanza del 2 de octubre fue un crimen de estado y de lesa humanidad, perpetrado el 2 de octubre de 1968 por el Gobierno de México, durante un mitin organizado por estudiantes en la Plaza de las Tres Culturas, ubicada en la Unidad Habitacional Nonoalco-Tlatelolco, en la Ciudad de México.
Dicha concentración se llevaba a cabo en el contexto del movimiento estudiantil que había estallado el 22 de julio de 1968 debido a la represión de estudiantes por parte de las fuerzas policiacas del Distrito Federal y de elementos militares del Ejército Mexicano, tras una riña entre alumnos de las Vocacionales 2 y 5 del IPN y de la preparatoria Isaac Ochoterena, incorporada a la UNAM.
Los asistentes al mitin fueron atacados por elementos del Ejército Mexicano y por miembros del grupo paramilitar denominado Batallón Olimpia, el cual, según se sabría años después, era conformado por miembros del Estado Mayor Presidencial.
Días después del ataque, el gobierno y los medios de comunicación en México afirmaron que las fuerzas gubernamentales habían sido provocadas por los manifestantes que les disparaban. Sin embargo, los documentos oficiales publicados desde el año 2000 sugieren que los tiradores habían sido empleados por el gobierno.
En 1968 Fernando Gutiérrez Barrios, jefe de la Dirección Federal de Seguridad (DFS), informó que 1345 personas fueron arrestadas. Por otro lado, investigaciones recientes como la realizada por Kate Doyle, analista de política estadounidense en América Latina e investigadora en el Archivo Nacional de Seguridad, documentan la muerte de 44 personas. No obstante, las estimaciones de víctimas durante el movimiento estudiantil han variado conforme a las nuevas investigaciones y el acceso a los documentos históricos de la época, por lo que aún no es posible contar con una cantidad definitiva, aunque algunas fuentes señalan que la cantidad real de muertos, solo el 2 de octubre, oscila entre 300 y 400, con testigos presenciales informando de cientos de muertos.

## Antecedentes
El gobierno mexicano invirtió $150 millones de dólares en preparación para los Juegos Olímpicos de 1968 que se celebrarían en Ciudad de México. El presidente de México, Gustavo Díaz Ordaz, luchó por mantener al pueblo callado y entretenido en un momento de creciente tensión social, y su administración reprimió los movimientos de sindicatos independientes, agricultores, y tomó medidas drásticas al tratar de dirigir la economía. En 1958, bajo la administración anterior de Adolfo López Mateos, el líder sindical Demetrio Vallejo había tratado de organizar sindicatos ferroviarios independientes, que el gobierno mexicano rápidamente terminó. Arrestó a Vallejo bajo una violación del artículo 145 del Código Penal, que definió la «disolución social» como un delito.
El movimiento estudiantil en Ciudad de México creció rápidamente a raíz de la reacción a la violenta represión de las luchas entre «porros» (pandillas) rivales, que incluyó a grandes segmentos de estudiantes que no estaban satisfechos con el régimen del PRI. Estos estudiantes fueron asesinados.
Sergio Zermeño ha argumentado que los estudiantes estaban unidos por un deseo de democracia, pero su comprensión de lo que significaba la democracia variaba ampliamente.

### Consejo Nacional de Huelga

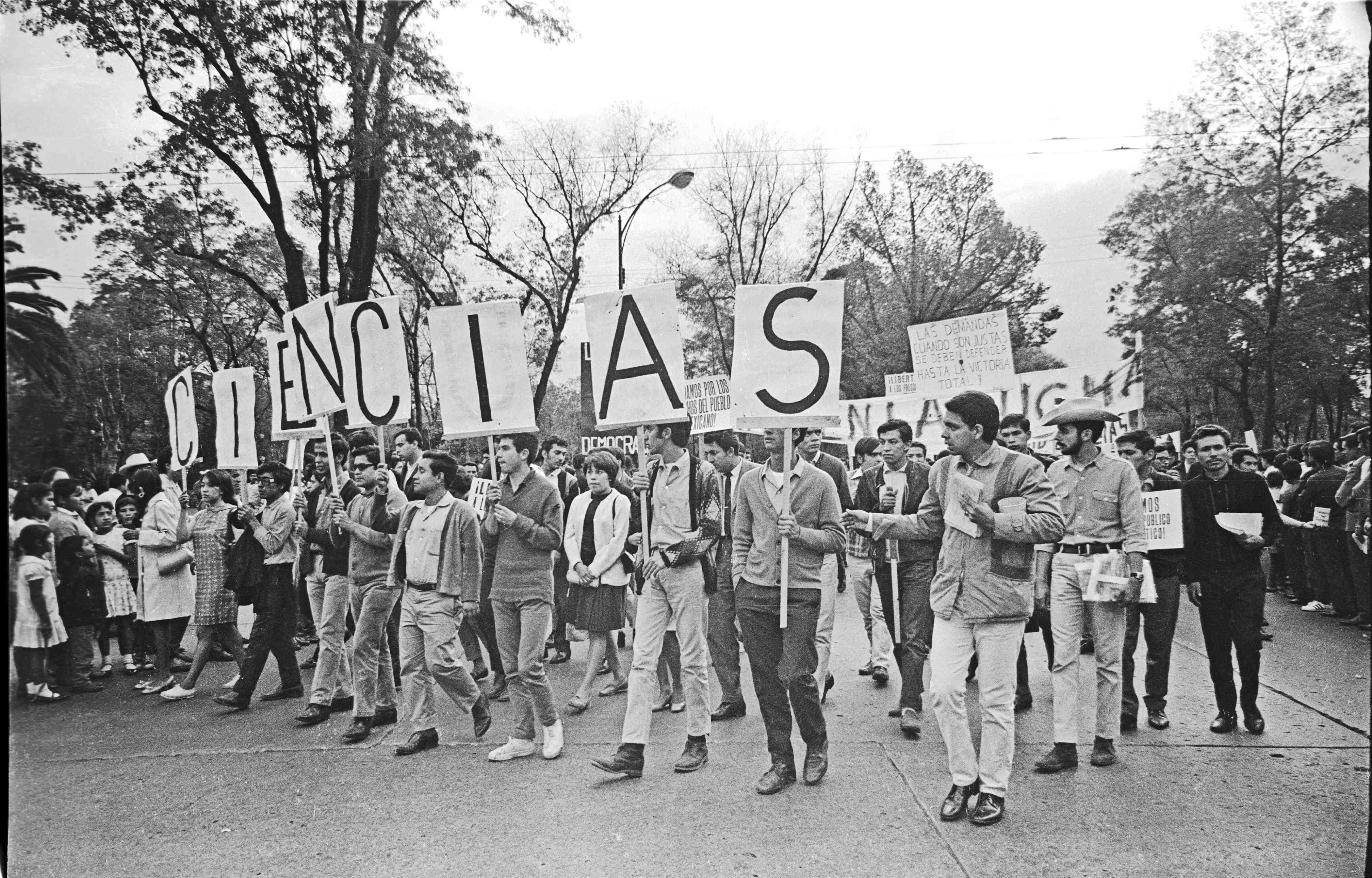
Manifestación estudiantil, 13 de agosto de 1968.

Formado oficialmente después de la violación de la autonomía universitaria del gobierno mexicano durante el verano de 1968, el Consejo Nacional de Huelga (CNH) organizó todas las protestas posteriores contra el gobierno de Díaz Ordaz. El CNH era una delegación de estudiantes de 70 universidades y escuelas preparatorias en México; coordinó protestas para promover reformas sociales, educativas y políticas. En su apogeo, el CNH tenía 240 delegados estudiantiles, cuyas tareas y objetivos principales eran llevar a las asambleas generales las discusiones y las propuestas que se realizaban en los comités de lucha y asambleas de las diferentes escuelas que conformaban dicho órgano. Raúl Álvarez Garín, Sócrates Campos Lemus, Marcelino Perelló y Gilberto Guevara Niebla fueron algunos de los delegados del Consejo Nacional de Huelga, aunque también se contó con la participación de mujeres como representantes de las escuelas, tal fue el caso de Roberta Avendaño y Myrthokleia González Gallardo.
La demanda constante del Consejo Nacional de Huelga fue el diálogo público con las autoridades gubernamentales.
Las demandas estudiantiles fueron sintetizadas en el Pliego Petitorio que presentó el CNH en agosto de 1968:
1. Derogación de los artículos 145 y 145b del Código Penal (que sanciona el encarcelamiento de cualquier persona que asista a reuniones de tres o más personas, que se considera que amenazan el orden público).
2. La abolición de los granaderos (cuerpo de policía táctico).
3. Libertad para los presos políticos.
4. Indemnización a los heridos durante los disturbios.
5. La identificación de los funcionarios responsables del derramamiento de sangre anterior (incluidas las reuniones de julio y agosto).
6. La destitución del jefe de policía, Luis Cueto, su adjunto, Raúl Mendiolea, y el comandante granadero, general A. Frías.

### Asalto a la escuela vocacional #5

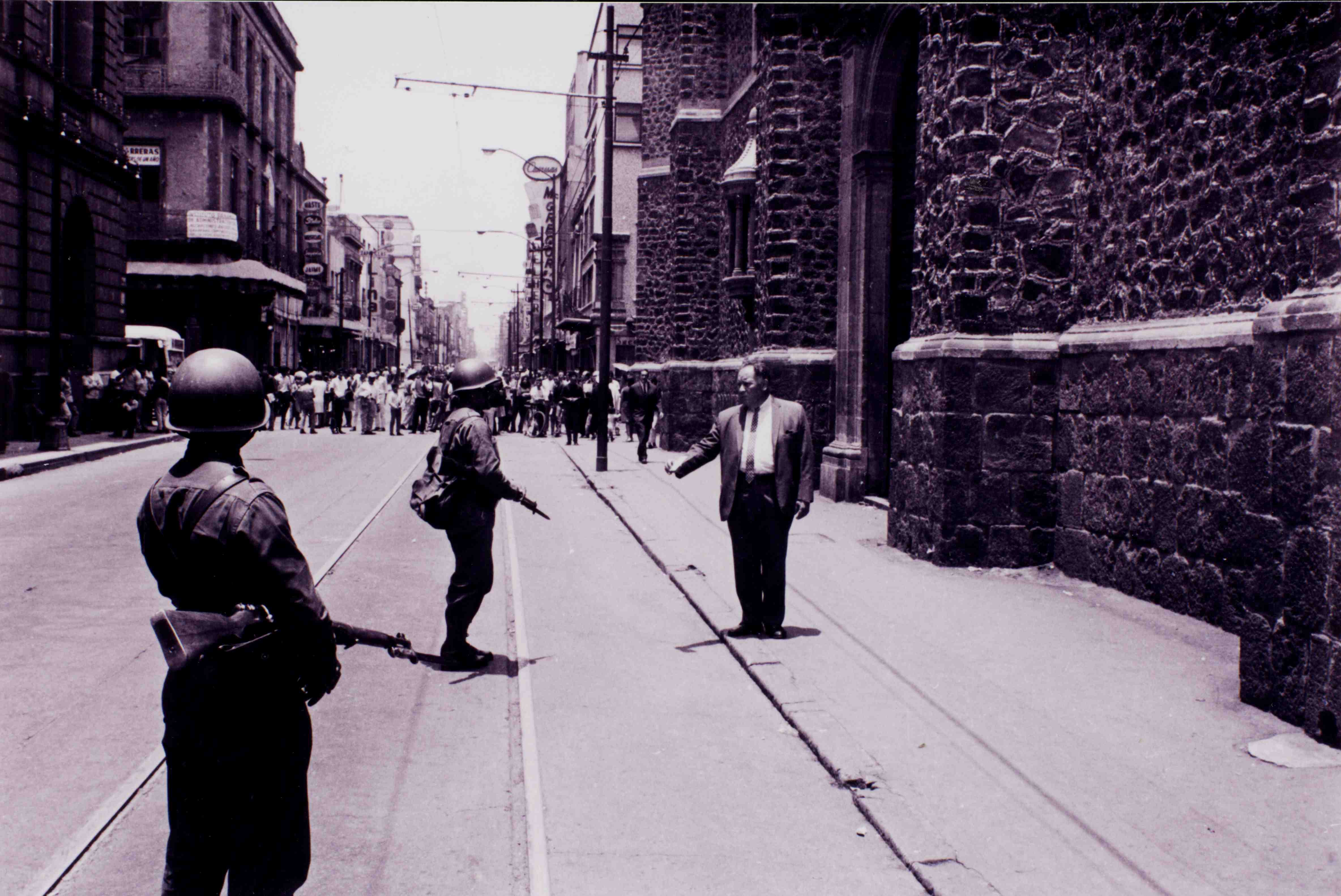
Un maestro habla con soldados frente a la escuela secundaria #1 el 30 de julio, mientras los estudiantes hacen una manifestación en el fondo.

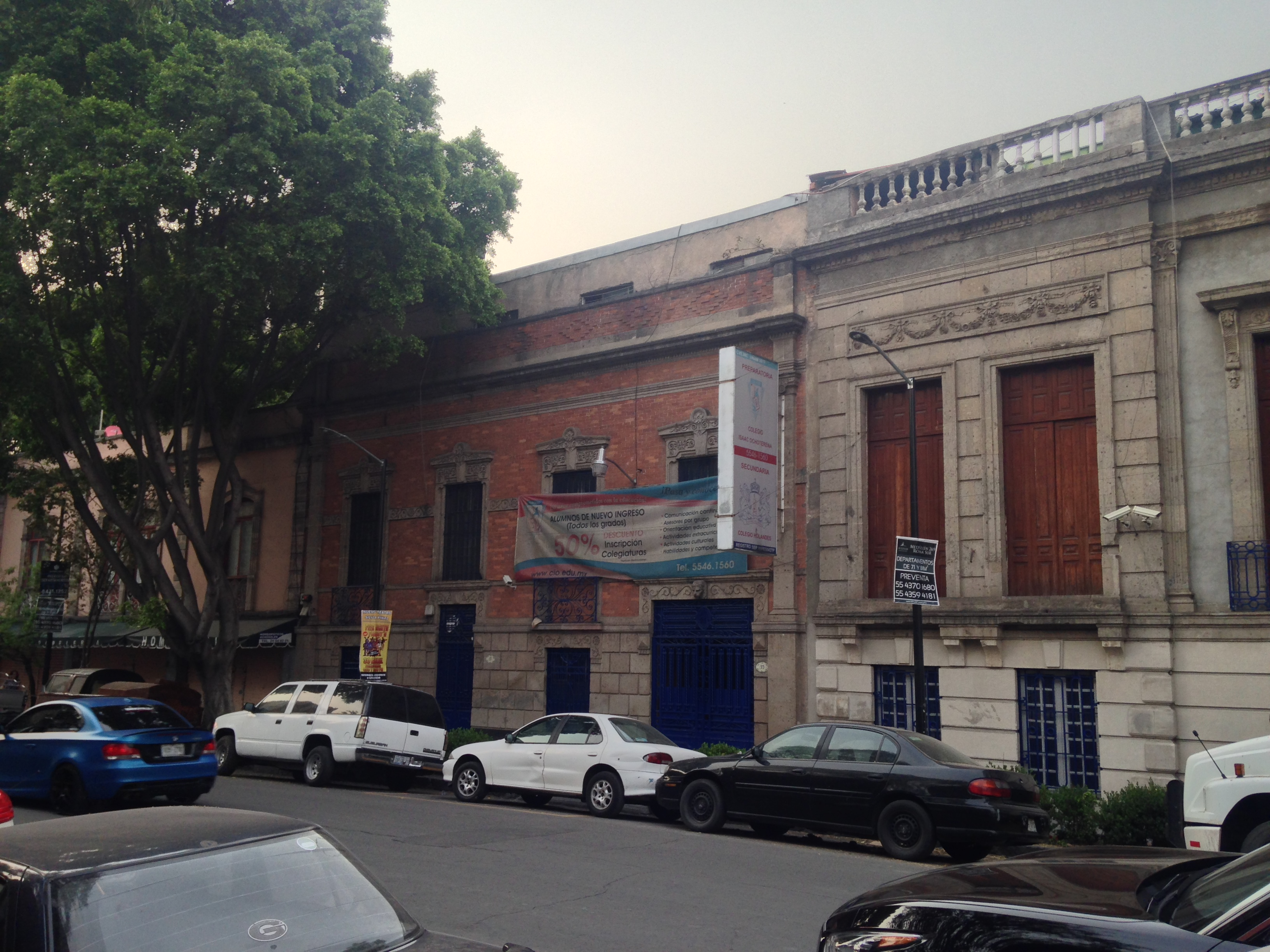
Fachada actual de la escuela preparatoria Isaac Ochoterena, Ciudad de México.

El 22 de julio de 1968, un disturbio entre bandas de adolescentes rivales se desató en el centro de la Ciudad de México. La mayoría de los miembros de estas pandillas eran estudiantes en las Escuelas Vocacionales #2 y #5 enfrentadas a miembros inscritos en la escuela preparatoria Isaac Ochotorena. La lucha comenzó cuando los primeros arrojaron piedras a los vidrios de las ventanas de la última escuela. Los disturbios se reanudaron al día siguiente. Respondiendo a la llamada para restablecer el orden, la policía entró a la fuerza en la Escuela Vocacional #5; alegando que era para capturar a miembros de pandillas callejeras que se habían inscrito en la escuela. Los granaderos (policía antidisturbios) fueron utilizados por el gobierno mexicano para controlar y reprimir a los manifestantes estudiantiles y se utilizaron por primera vez contra los estudiantes en julio de 1968. Sin embargo, la policía antidisturbios atacó a numerosos estudiantes y maestros en el proceso de despejar la Escuela Vocacional #5. En una entrevista informal con algunos granaderos, Antonio Careaga contó que «los granaderos dijeron que las autoridades dieron a los hombres en el escuadrón antidisturbios treinta pesos por cada estudiante que golpeaban y llevaban a la cárcel».
El movimiento estudiantil comenzó a unirse luego del asalto del gobierno a la Escuela Vocacional #5, que marcó la primera infracción importante en la autonomía de los estudiantes. El movimiento comenzó a ganar el apoyo de estudiantes fuera de la capital y de otros segmentos de la sociedad, que continuó construyendo hasta ese octubre. Los estudiantes formaron brigadas de seis o más estudiantes que distribuyeron folletos sobre los problemas en las calles, los mercados y, en la mayoría de los casos, en autobuses públicos. Estas organizaciones, las unidades más pequeñas del CNH, decidieron el alcance y los problemas que el movimiento estudiantil abordaría. Estas incluían preocupaciones tanto rurales como urbanas. Los brigadistas abordaban los autobuses para hablar con los pasajeros sobre la corrupción y la represión del gobierno, mientras que otros distribuían folletos y recogían donaciones. Con el tiempo, los pasajeros y los conductores de autobuses comenzaron a simpatizar con las demandas de democracia y justicia de los estudiantes, y los estudiantes comenzaron a contar con el apoyo del pueblo en general.

### Protesta en la UNAM

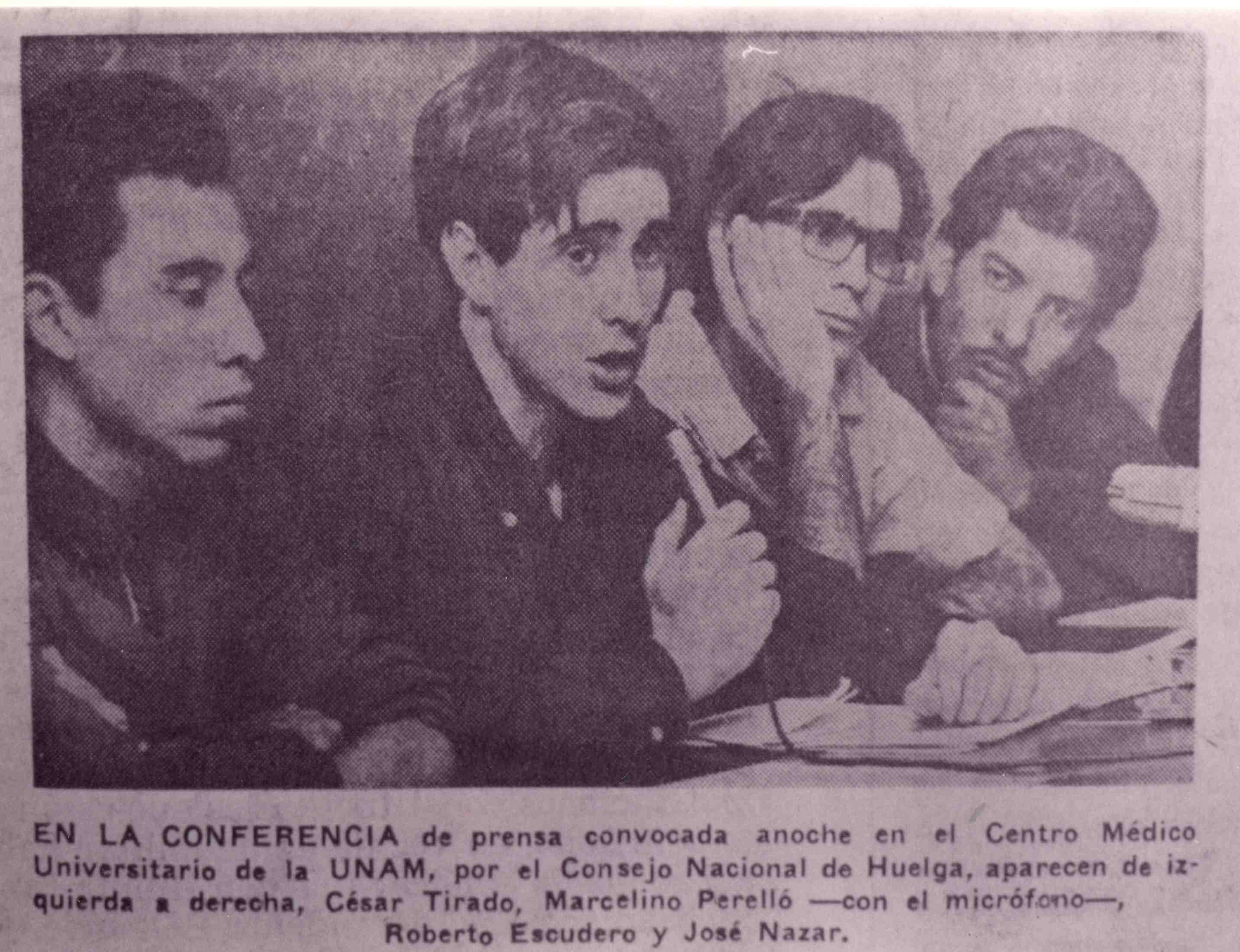
Reunión del consejo de la UNAM que organizó el movimiento estudiantil y las manifestaciones, 5 de octubre de 1968.

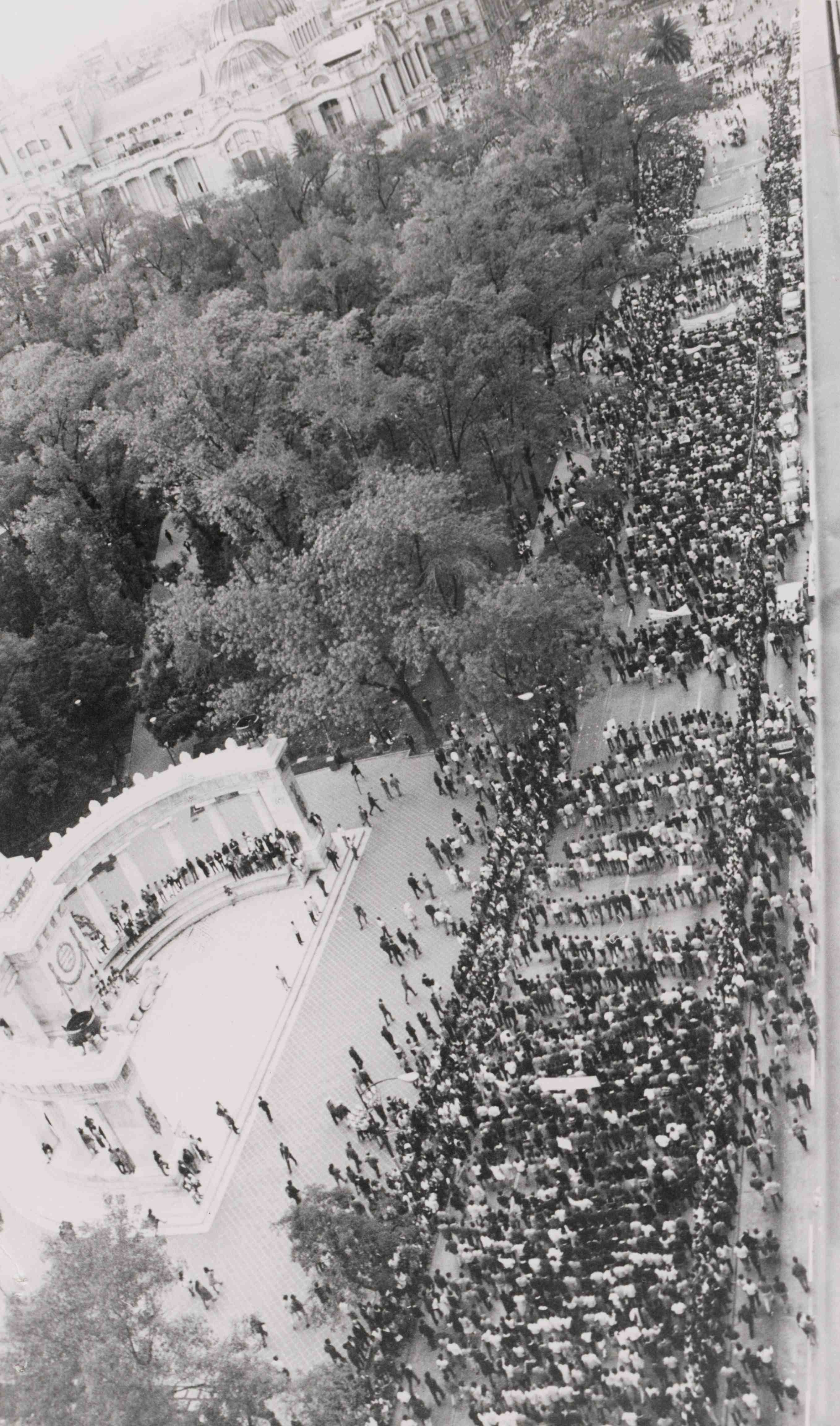
La manifestación estudiantil del 27 de agosto en la avenida Juárez.

El 1 de agosto, el rector de la Universidad Nacional Autónoma de México (UNAM) Barros Sierra dirigió a 50 000 estudiantes en una protesta pacífica contra las acciones represivas del gobierno y la violación de la autonomía universitaria.
El orden de la manifestación demostró al público mexicano que los estudiantes no eran agitadores; además, la manifestación mostró que era poco probable que agitadores socialistas hayan coordinado las acciones de los estudiantes. La ruta de protesta fue planeada específicamente para evitar la Plaza de la Constitución o el «Zócalo» (la plaza principal de la Ciudad de México). La ruta de la marcha comenzó desde Ciudad Universitaria (CU), corrió a lo largo de la Avenida Insurgentes hasta Félix Cuevas, giró en Félix Cuevas hacia la Avenida Coyoacán y regresó por la Avenida Universidad al punto de partida. La marcha prosiguió sin mayores disturbios ni arrestos.
El 9 de septiembre, Barros Sierra emitió una declaración a los estudiantes y maestros para que regresen a clase, ya que «nuestras demandas institucionales ... han sido esencialmente satisfechas por el reciente mensaje anual del Presidente de la República». La CNH emitió un informe anuncio en el diario El Día para la Marcha Silenciosa el 13 de septiembre; invitó a «todos los trabajadores, agricultores, maestros, estudiantes y público en general» a participar en la marcha. El CNH enfatizó que no tenía «conexión con los Vigésimos Juegos Olímpicos ... ni con los feriados nacionales que conmemoran la Independencia [de México]», y que «este Comité no tiene intención de interferir con ellos de ninguna manera». El anuncio reiteró la lista de seis demandas del CNH.
Con la apertura de los Juegos Olímpicos, Díaz Ordaz estaba decidido a detener estas manifestaciones. En septiembre, ordenó al ejército ocupar el campus de la UNAM, que tomó el campus golpeando y arrestando a los estudiantes indiscriminadamente. Barros Sierra renunció en protesta el 23 de septiembre.

### Ocupación del Instituto Politécnico Nacional
Los estudiantes comenzaron a prepararse para operaciones defensivas en otras instituciones. Pusieron una resistencia mucho más fuerte cuando la policía y el ejército intentaron ocupar los campus del Instituto Politécnico Nacional de Zacatenco y Santo Tomás. La batalla duró desde las 17:00 horas del 23 de septiembre hasta las primeras horas del 24 de septiembre. El médico Justo Igor de León Loyola escribió en su libro La noche de Santo Tomás: «Hoy he visto peleas más sangrientas, batallas desiguales: ambas partes están armadas ... pero qué diferencia en las armas, pistolas calibre .22 contra rifles militares M-1, bazucas contra cócteles Molotov».
Los estudiantes del Politécnico mantuvieron su campus en contra del ejército durante más de doce horas, lo que provocó una fuerte oposición del gobierno. El diario francés L'Express declaró que 15 personas murieron en las batallas y que se dispararon más de mil balas; el gobierno reportó tres muertos y 45 heridos.

## Masacre

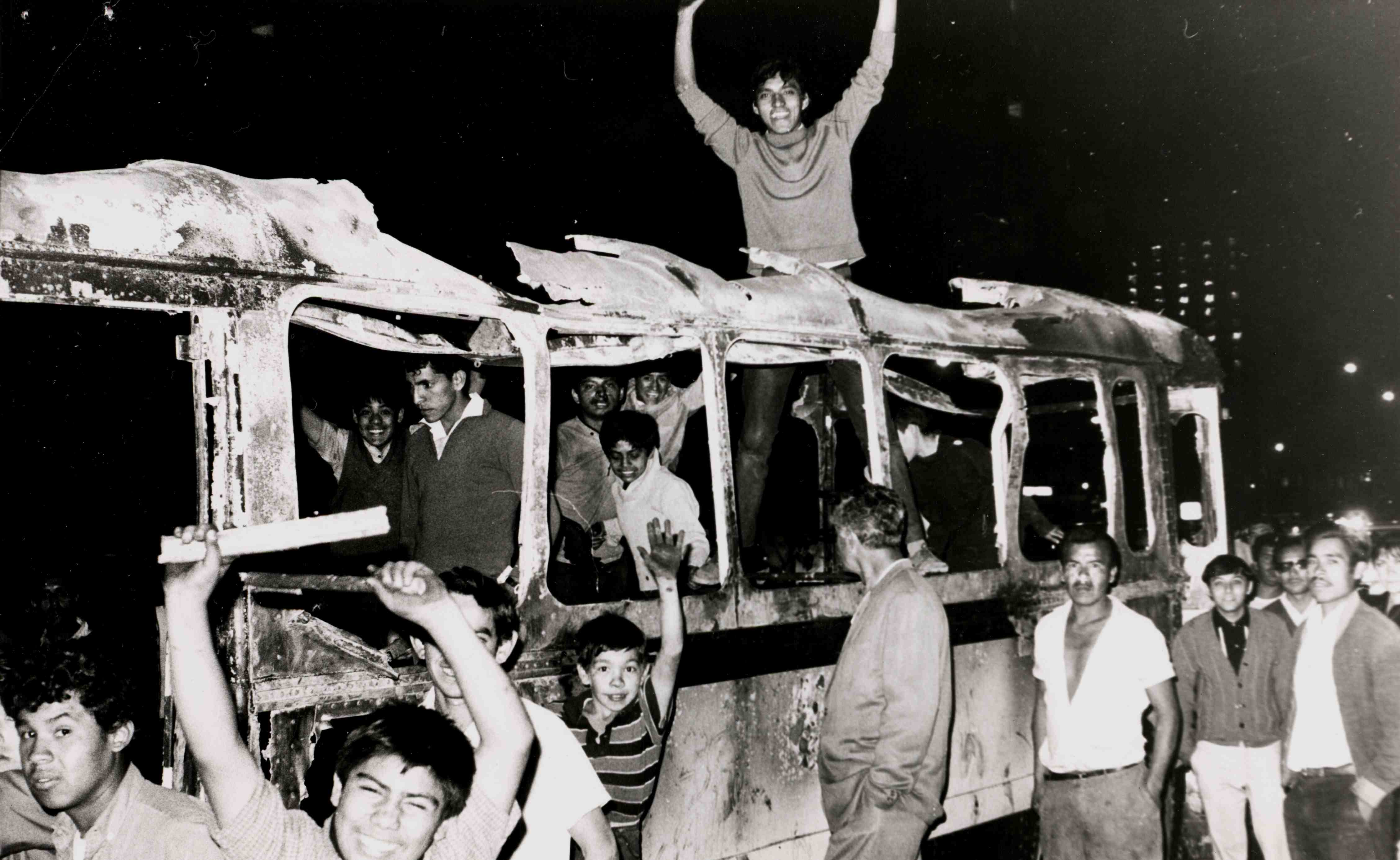
Estudiantes en un autobús quemado.

El 2 de octubre de 1968, el Consejo Nacional de Huelga convocó a un mitin en la Plaza de las Tres Culturas, ubicada en la Unidad Habitacional Nonoalco-Tlatelolco, con el propósito de informar sobre la situación de la ENA Chapingo, hacer un reconocimiento a las brigadas por su labor en el movimiento, avisar que no se marcharía rumbo al Casco Santo Tomás y otros temas de interés para el movimiento estudiantil. Según algunas fuentes, se reunieron en la Plaza de las Tres Culturas alrededor de 10 000 estudiantes, maestros, padres de familia y demás personas que apoyaban al movimiento, quienes miraban hacia el piso tres del edificio Chihuahua, en donde se encontraban los oradores del mitin, miembros del CNH.
Dos helicópteros, uno de la policía y otro del ejército, volaron sobre la plaza. Alrededor de las 5:55 p. m. se dispararon bengalas verdes desde el cercano edificio de la Secretaría de Relaciones Exteriores de México. Alrededor de las 6:15 p. m. se dispararon otras dos bengalas, esta vez desde un helicóptero (una verde y otra roja) cuando 5000 soldados, 200 tanquetas y camiones rodearon la plaza. Gran parte de lo que sucedió después de los primeros disparos en la plaza permaneció mal definido durante décadas después de 1968. Los registros e información publicados por fuentes del gobierno estadounidense y mexicano desde 2000 han permitido a los investigadores estudiar los hechos y sacar nuevas conclusiones.
La cuestión de quién disparó primero permaneció por años sin resolver después de la masacre. El gobierno mexicano dijo que los disparos desde los apartamentos circundantes provocaron el ataque del ejército, pero los estudiantes dijeron que los helicópteros parecían indicarle al ejército que disparara contra la multitud. La periodista Elena Poniatowska seleccionó las entrevistas de los presentes y describió los eventos en su libro La noche de Tlatelolco: «Las llamaradas aparecieron repentinamente en el cielo y todos levantaron la vista automáticamente. Se escucharon los primeros disparos. La multitud entró en pánico ... [y] comenzó a correr en todas direcciones». A pesar de los esfuerzos del CNH por restablecer el orden, la multitud en la plaza rápidamente cayó en el caos.
Poco después, el Batallón Olimpia, una rama secreta del gobierno hecha para la seguridad de los Juegos Olímpicos, compuesta por soldados, oficiales de policía y agentes de seguridad federales, recibió la orden de arrestar a los líderes del CNH y avanzó hasta la plaza. Los miembros del Batallón Olimpia llevaban guantes blancos o pañuelos blancos atados a la mano izquierda para distinguirse de los civiles e impedir que los soldados les dispararan. El capitán Ernesto Morales Soto declaró que «inmediatamente después de ver una bengala en el cielo, la señal preestablecida, debíamos sellar las dos entradas mencionadas anteriormente e impedir que cualquiera entrara o saliera».
El asalto que siguió a la plaza dejó docenas de muertos y muchos más heridos en el período subsiguiente. Los soldados respondieron disparando contra los edificios cercanos y contra la multitud, alcanzando no solo a los manifestantes, sino también a observadores y transeúntes por igual, incluidos estudiantes, periodistas (uno de los cuales fue la periodista italiana Oriana Fallaci), y niños, fueron alcanzados por balas y montones de cuerpos pronto cayeron al suelo. Mientras tanto, en el edificio Chihuahua, donde se encontraban los oradores, los miembros del Batallón Olimpia empujaron a las personas y les ordenaron que se tumbaran en el suelo cerca de las paredes del elevador. Las personas afirman que estos hombres fueron las personas que dispararon primero contra los soldados y la multitud.
La evidencia en video también señala que al menos dos compañías del Batallón Olimpia se escondieron en los edificios de apartamentos cercanos y colocaron una ametralladora en un apartamento en el edificio Molino del Rey, donde una cuñada del entonces secretario de Estado y luego presidente Luis Echeverría Álvarez vivió; la iglesia de Santiago de Tlatelolco, donde se colocaron francotiradores en el techo; el convento cercano y la Torre de Relaciones Exteriores, donde participaron muchas personas, incluidas las que dispararon las dos primeras bengalas; una ametralladora en el piso 19; y una cámara de video en el piso 17. La evidencia en video muestra a 10 hombres con guantes blancos que salen de la iglesia y se encuentran con los soldados, que les apuntan con sus armas. Uno de los hombres muestra lo que parece ser una identificación, y los dejan ir.
La masacre continuó durante toda la noche, con soldados y policías operando casa por casa en los edificios de departamentos adyacentes a la plaza. El edificio Chihuahua y el resto del vecindario tuvieron que cortar su electricidad y teléfonos. Testigos del evento afirman que los cadáveres fueron primero retirados en ambulancias y más tarde los militares llegaron y amontonaron cuerpos, sin saber si estaban vivos o muertos, en los camiones militares, mientras que algunos dicen que los cuerpos fueron amontonados en camiones de basura y enviados a destinos desconocidos. Los soldados reunieron a los estudiantes en las paredes de los elevadores del edificio Chihuahua, los desnudaron y los golpearon.
Alrededor de 3000 asistentes fueron llevados al convento junto a la iglesia y los dejaron allí hasta temprano en la mañana, la mayoría de ellos eran personas que tenían poco o nada en común con los estudiantes y que solo eran vecinos, transeúntes y otros que estaban en el plaza solo para escuchar el discurso. Otros testigos afirman que en los días posteriores, los miembros del Batallón Olimpia se disfrazarían de empleados de servicios e inspeccionarían las casas en busca de estudiantes.
La explicación oficial del gobierno sobre el incidente fue que los provocadores armados entre los manifestantes, estacionados en edificios con vista a la multitud, habían comenzado el tiroteo, y que al encontrarse a sí mismos como objetivos de francotiradores, las fuerzas de seguridad simplemente habían devuelto los disparos en defensa propia. A la mañana siguiente, los periódicos informaron que entre 20 y 28 personas murieron, cientos resultaron heridas y cientos más fueron arrestadas.
La mayoría de los medios mexicanos informaron que los estudiantes provocaron la respuesta del ejército con fuego de francotiradores desde los edificios de apartamentos que rodeaban la plaza. El titular de la mañana de El Día del 3 de octubre de 1968 decía lo siguiente: «Criminal provocación en el mitin de Tlatelolco causó sangriento zafarrancho». Entre otros, las autoridades mexicanas acusaron al escritor José Revueltas, infundadamente, de ser el «ideólogo del movimiento», por lo que comenzó su persecución. Finalmente fue condenado a 16 años de prisión en Lecumberri y liberado bajo palabra después de dos años de encierro.
Los medios de comunicación controlados por el gobierno informaron de los acontecimientos por el lado del gobierno mexicano esa noche, pero una investigación de 2001 reveló documentos que mostraban que los francotiradores eran miembros de la Guardia Presidencial, quienes recibieron instrucciones de disparar contra las fuerzas militares para provocarlos.

## Investigación y respuesta

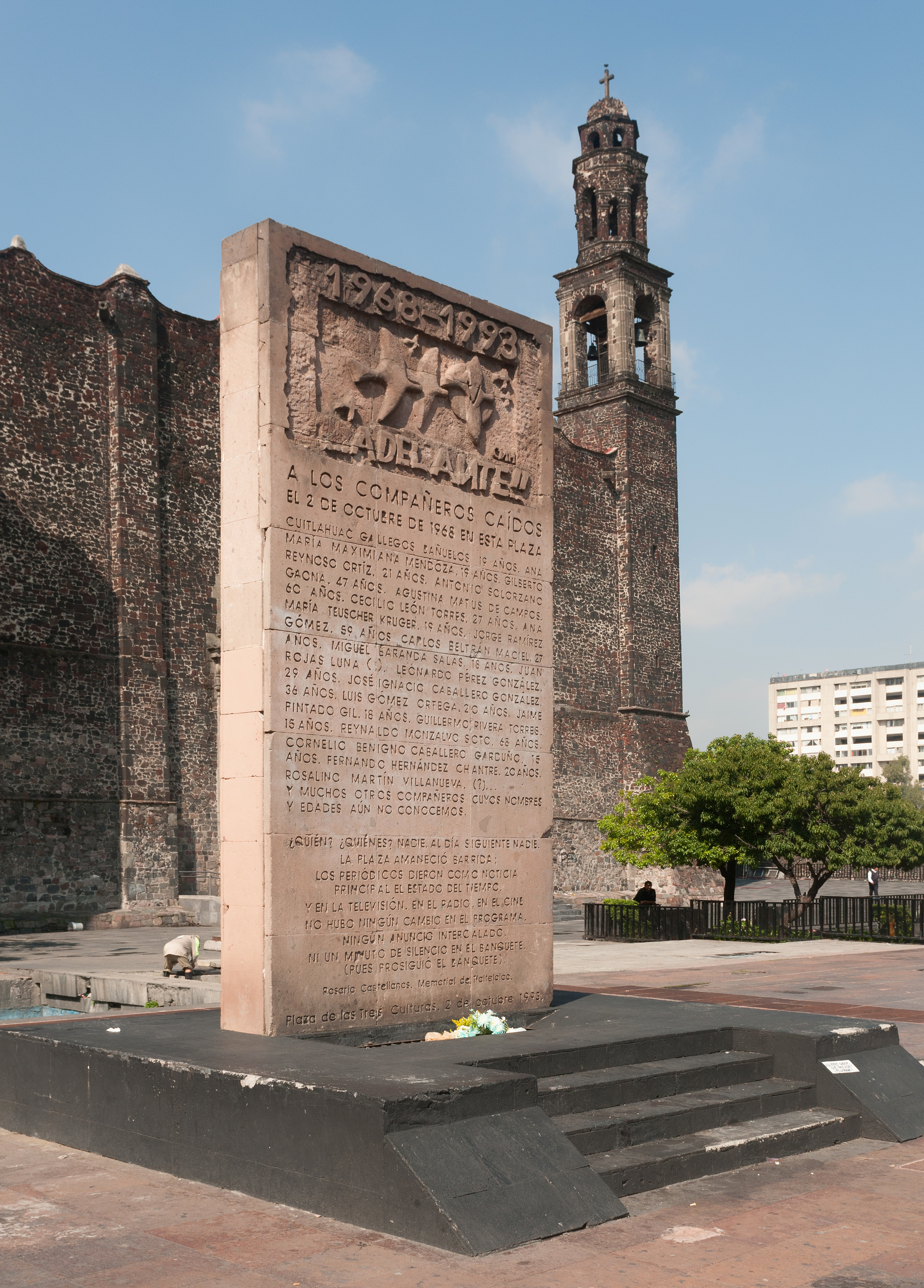
Estela conmemorativa dedicada a las víctimas de la masacre en la Plaza de las Tres Culturas en Ciudad de México.

En 1998, el presidente Ernesto Zedillo, en el 30.º aniversario de la masacre de Tlatelolco, autorizó una investigación del Congreso sobre los eventos del 2 de octubre. Sin embargo, la administración priista continuó sin liberar documentos oficiales del gobierno relacionados con el incidente. En una entrevista de radio en 2002, la directora del Proyecto de Documentación Mexicana para el Archivo de Seguridad Nacional de los Estados Unidos, describió las investigaciones del gobierno del PRI: «Ha habido varias investigaciones a lo largo de los años. De hecho, el expresidente Miguel de la Madrid fue entrevistado ayer en la presa y dijo que había pedido al ejército y al secretario de Gobernación documentos y fotografías de las manifestaciones, y que fue objeto de una tremenda presión política para que no investigara. Y cuando continuó la presión, el ejército y la Secretaría de Gobernación (Ministerio del Interior) afirmaron que sus archivos estaban desordenados y no tenían nada».
En 2001, el presidente Vicente Fox, quien terminó el gobierno de 70 años del PRI, intentó resolver la cuestión de quién había orquestado la masacre. El presidente Fox ordenó la liberación de documentos previamente clasificados relacionados con la masacre de 1968. Los documentos revelaron que la síntesis de Poniatowska de los eventos de la noche de octubre fue precisa, como descubrió Kate Doyle:
Miles de estudiantes se reunieron en la plaza, y la versión del gobierno es que los estudiantes abrieron fuego. Bueno, ahora hay pruebas bastante claras de que había una unidad llamada Batallón Olimpia, que estaba formada por fuerzas especiales de la guardia presidencial, que abrieron fuego desde los edificios que rodeaban la plaza, y que eso fue lo que provocó la masacre.
En 2002, el presidente Fox también nombró a Ignacio Carrillo Prieto para procesar a los responsables de ordenar la masacre. En 2006, el expresidente Luis Echeverría fue arrestado por cargos de genocidio. Sin embargo, en marzo de 2009, después de un complicado proceso de apelación, los cargos fueron desestimados. El periódico mexicano The News México informó que «un tribunal de tres jueces de circuito dictaminó que no había pruebas suficientes para vincular a Echeverría con la represión violenta de cientos de estudiantes que protestaban el 2 de octubre de 1968». A pesar del fallo, el fiscal Carrillo Prieto dijo que continuaría su investigación y buscaría cargos contra Echeverría Álvarez ante la Corte Internacional de Justicia y la Comisión Interamericana de Derechos Humanos.
El 2 de octubre de 2024, la presidenta Claudia Sheinbaum reconoció que la masacre de Tlatelolco fue un crimen de lesa humanidad perpetrado por el Estado Mexicano por órdenes del entonces presidente Gustavo Díaz Ordaz, pidiendo una disculpa pública a las víctimas de los hechos. La declaratoria quedó establecida en el Diario Oficial de la Federación.

## Reacciones a nivel internacional
En octubre de 2003, la revista Proceso descubrió en archivos gubernamentales de 1968 entonces recién abiertos un telegrama que los escritores argentinos Jorge Luis Borges y Adolfo Bioy Casares habían enviado al gobierno mexicano manifestándoles su respaldo.
Varias personalidades francesas, entre ellas los intelectuales Simone de Beauvoir y Jean-Paul Sartre, el cineasta Jean-Luc Godard y el premio Nobel de física Alfred Kastler, escribieron al presidente de México el 6 de octubre de 1968 diciendo: «Pedimos solemnemente al Gobierno Mexicano que repruebe la sangrienta provocación policiaca y militar, que reasuma el diálogo como lo piden los estudiantes, y que no se destruya para siempre la imagen del país de Hidalgo, Juárez y de la Revolución de la cual se dice heredero».

## Archivos del gobierno de los Estados Unidos

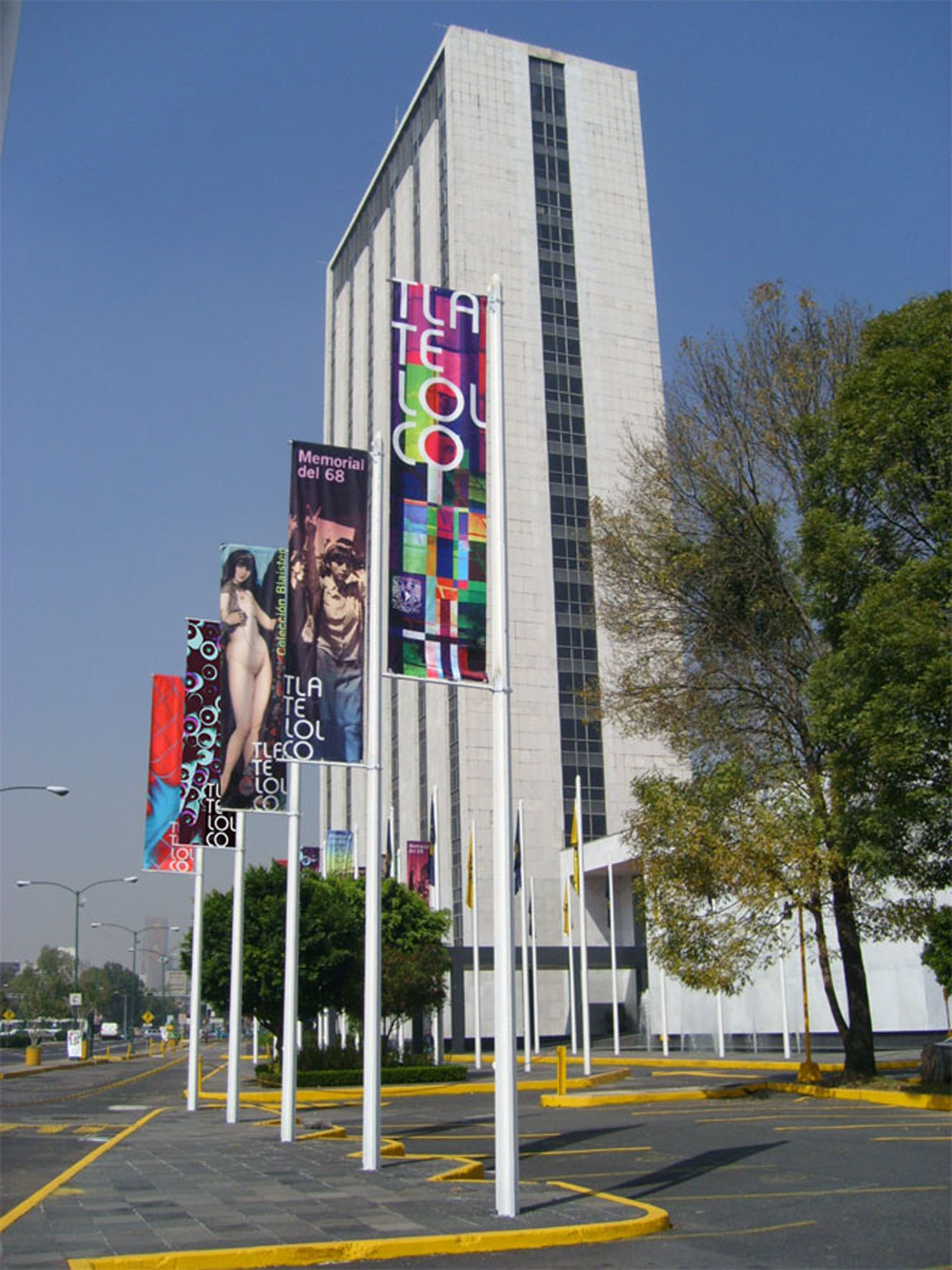
El antiguo edificio de la Secretaría de Relaciones Exteriores se encuentra donde se llevó a cabo el evento.

En octubre de 2003, el papel del gobierno de los Estados Unidos en la masacre se dio a conocer cuando el Archivo de Seguridad Nacional de la Universidad George Washington publicó una serie de registros de la CIA, El Pentágono, el Departamento de Estado, el FBI y la Casa Blanca que fueron puestos en libertad, en respuesta a las solicitudes de la Freedom of Information Act.
Los documentos detallan que:
- Para responder a las preocupaciones del gobierno mexicano sobre la seguridad de los Juegos Olímpicos, el Pentágono envió radios militares, armas, municiones y material de control de disturbios a México antes y durante la crisis.
- La estación de la CIA en Ciudad de México produjo informes casi diarios sobre los desarrollos dentro de la comunidad universitaria y el gobierno mexicano de julio a octubre. Seis días antes de la masacre en Tlatelolco, tanto Echeverría como el jefe de Seguridad Federal Fernando Gutiérrez Barrios dijeron a la CIA que «la situación estará bajo control completo en breve».
- El gobierno de Díaz Ordaz «arregló» que el líder estudiantil Sócrates Campos Lemus acusara a políticos disidentes del PRI, como Carlos Madrazo, de financiar y orquestar el movimiento estudiantil.

## Recuerdo

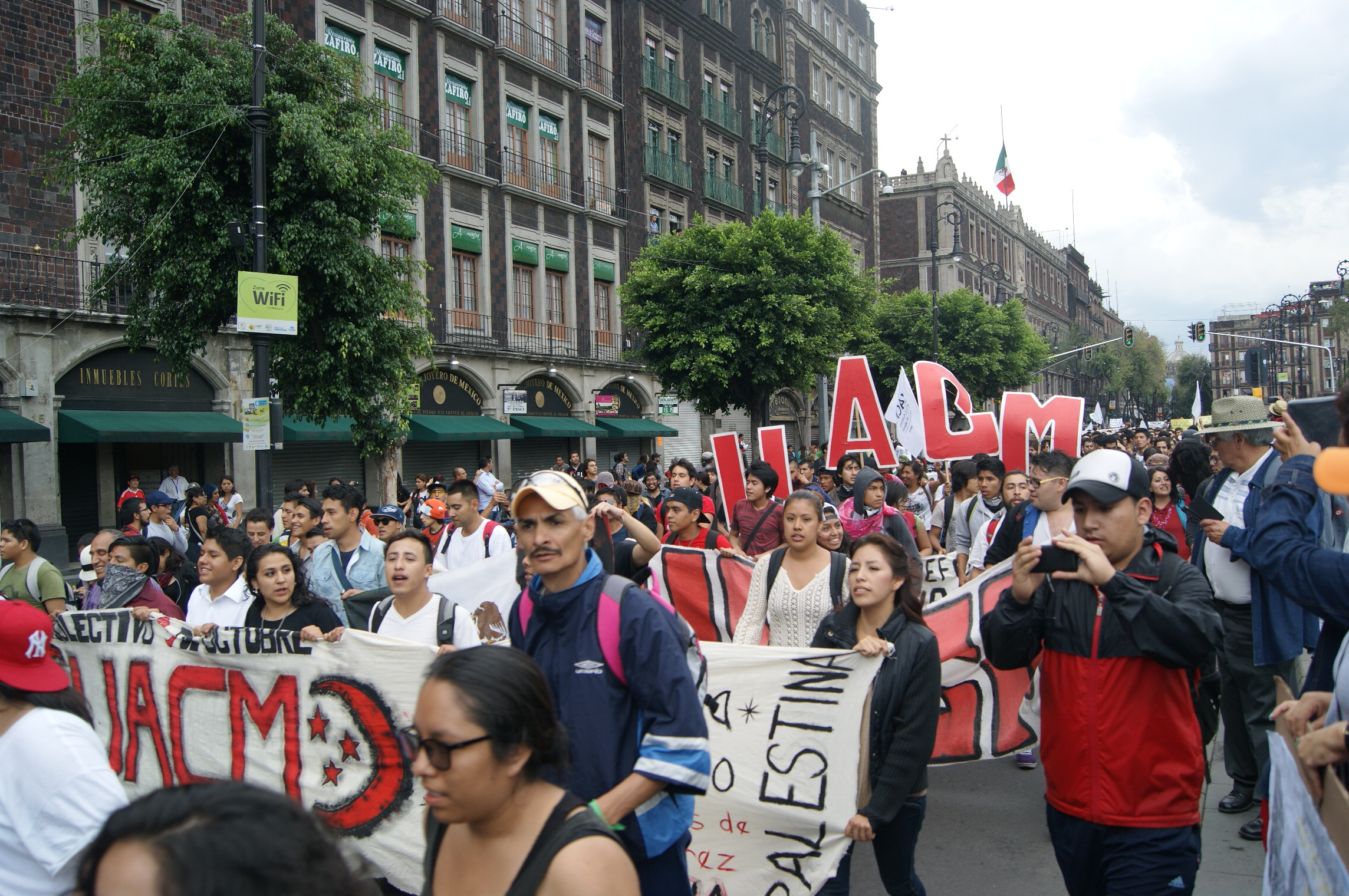
Manifestación por la masacre de Tlatelolco, 2 de octubre de 2014.

En 1993, en conmemoración del 25.° aniversario de los eventos, se dedicó una estela con los nombres de algunos de los estudiantes y personas que perdieron la vida. La Suprema Corte de Justicia de la Nación tiene un mural que conmemora la masacre.
El 2 de octubre de 2008, se celebraron dos marchas en Ciudad de México para conmemorarlo. Una viajó desde la Escuela Normal Superior de Maestros hasta el Zócalo. La otra fue del Instituto Politécnico Nacional al sitio de la masacre de la Plaza de las Tres Culturas. Según el Comité del '68, uno de los organizadores del evento, asistieron 40 000 manifestantes. En diciembre de 2008, el Senado mexicano nombró el 2 de octubre a partir de 2009 como día nacional de duelo; la iniciativa había sido aprobada por la Cámara de Diputados del Congreso.
El 2 de octubre de 2024, se ofreció una disculpa pública por parte del Gobierno Mexicano a las familias de las víctimas.

## Lectura adicional
- Ecker, Ronald L. (1 de abril de 2009). The Tlatelolco Massacre in Mexico (en inglés). Consultado el 27 de julio de 2010.
- Flaherty, George F. Hotel Mexico: Dwelling on the '68 Movement, University of California Press, 2016.
- Lucas, Jeffrey Kent. The Rightward Drift of Mexico's Former Revolutionaries: The Case of Antonio Díaz Soto y Gama, Lewiston, Nueva York: Edwin Mellen Press, 2010.
- Poniatowska, Elena (1971). La noche de Tlatelolco. México, D.F. ERA.
- Taibo II, Paco Ignacio (2003). '68. Nueva York: Seven Stories Press. ISBN 1-58322-608-7.
- Martínez Nateras, Arturo (2011). El 68. Conspiración comunista. México, UNAM, Dirección General de Publicaciones  y Fomento Editorial. ISBN 978-607-02-2433-1